# Térence
Pour les articles homonymes, voir Térence (homonymie).
Térence (en latin : Publius Terentius Afer), né à Carthage aux alentours de 190 av. J.-C. et mort à Rome en 159 av. J.-C., est un poète comique latin, d'origine berbère. Auteur de seulement six pièces qui nous sont toutes parvenues, il est considéré, avec Plaute, comme un des deux grands maîtres du genre à Rome, et son œuvre a exercé une influence profonde sur le théâtre européen, de l'Antiquité jusqu'aux temps modernes.

## Biographie

### Origines
Térence est souvent présenté comme étant d'origine berbère, son cognomen Afer suggérant qu'il vivait dans le territoire de la tribu libyenne appelée par les Romains « Afri » près de Carthage, avant d'être amené à Rome comme esclave. Il aurait donc appartenu, selon cette interprétation, au peuple des Numides ou à celui des Gétules.
Cette suggestion repose sur le fait que le terme Afer a été utilisé de deux façons différentes au cours de l'ère républicaine : pendant la vie de Térence, il a ainsi été utilisé pour désigner les libyco-berbères non-carthaginois, le terme Punicus étant réservé aux Carthaginois. Plus tard, après la destruction de Carthage en 146 av. J.-C., il a été utilisé pour désigner n'importe qui venant de la terre des Afri. Si l'on en croit cette hypothèse, il est donc vraisemblable que Terence ait été d'ascendance libyenne, d'un peuple considéré comme ancêtre des actuels berbères.
Néanmoins, d'autres auteurs comme Jules Marouzeau, se fondant sur un emploi plus familier du mot Afer notamment chez Plaute, considèrent que ce terme est probablement à prendre dans son sens large de « Carthaginois » ; notamment dans la mesure où rien n'indique qu'il soit né de parents indigènes.

### Jeunesse

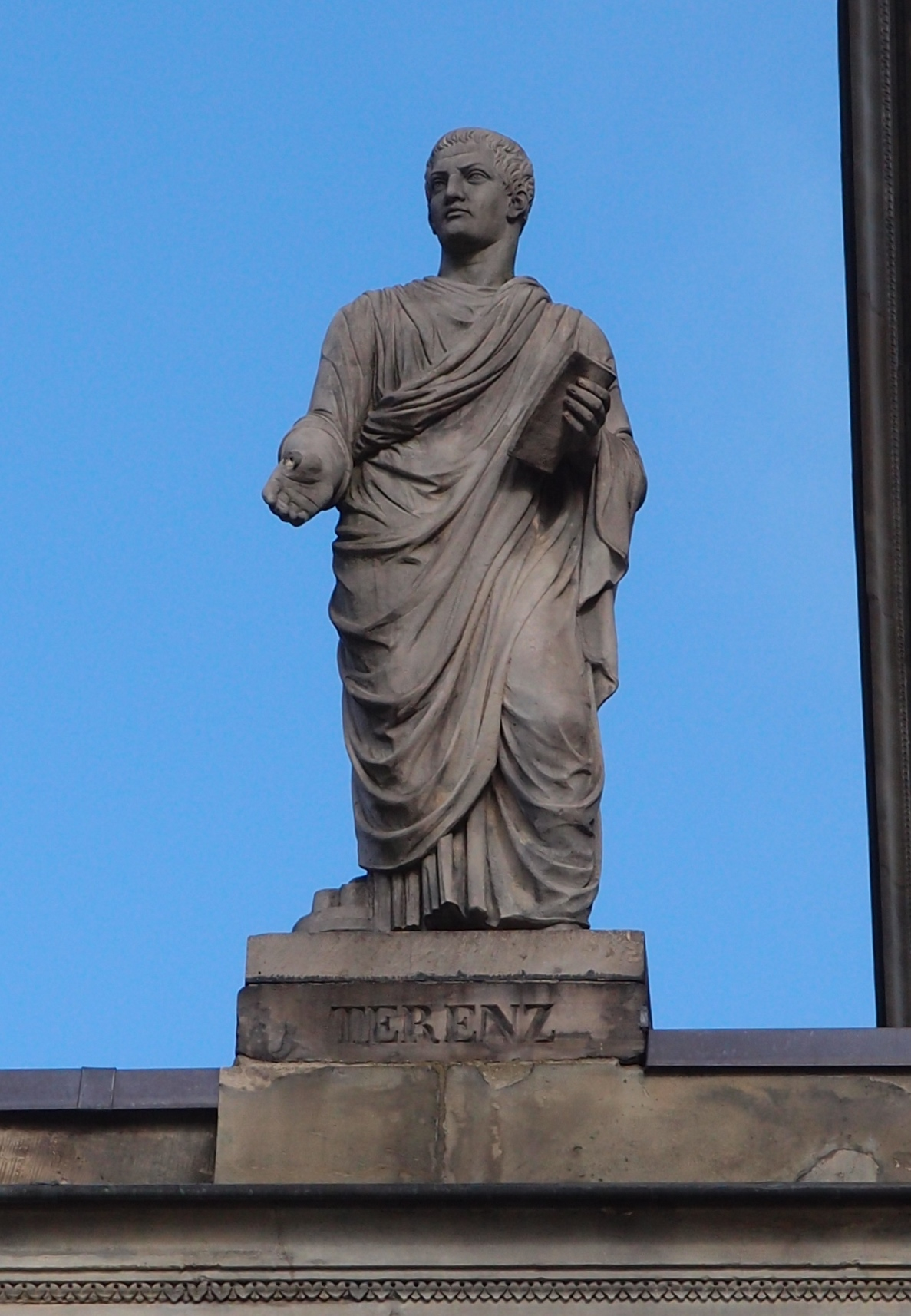
Statue de Térence à l'Opéra de Hanovre.

Seul Suétone, dans une Vie de Térence transmise par le grammairien Donat (IVe siècle apr. J.-C.), évoque la vie du comique latin. D'après cette très brève biographie, Térence serait né à Carthage, en 194 ou en 184 selon les témoignages. Il aurait été réduit en esclavage alors qu'il était encore enfant. Il aurait été ensuite vendu — ou donné — au sénateur romain du IIIe siècle av. J.-C. Terentius Lucanus, auquel il devrait son nom. Ayant fait forte impression sur son maître par son talent et sa beauté, l'adolescent aurait reçu une éducation d'homme libre et obtenu d'être rapidement affranchi. L'historien Arnaldo Momigliano apporte sa caution à ce récit ; Térence est « cet esclave africain qui devint le plus talentueux des dramaturges hellénisés de la littérature latine ». Après son affranchissement, il fréquenta dès lors la haute société, il écrivit des comédies pour un public cultivé. Enfin, au cours de sa vie, il aurait eu une fille qui épousa un soldat romain.
Adopté par l'aristocratie romaine, Térence fut protégé par Scipion Émilien et son docte entourage — passé à la postérité sous la désignation de « cercle des Scipions » —, qui comprenait notamment Lélius et Philus et accueillait encore le poète Lucilius ainsi que le philosophe grec Panétios de Rhodes et son compatriote l'historien Polybe. Dès l'origine, des ragots contradictoires coururent sur l'identité du véritable auteur des comédies de Térence. De son vivant même (Luscius de Lanuvium) ou encore à la fin de la République (Gaius Memmius, Cornélius Népos), on affirma qu'elles étaient écrites par Scipion Émilien ou ses amis. En outre, Térence fut accusé de plagier ses prédécesseurs et d'avoir coutume de fondre deux pièces grecques pour en faire une seule qu'il signait. Il répondit à ces deux critiques dans ses prologues.
Pour ce milieu érudit et féru d'hellénisme, Térence écrivit des pièces plus littéraires que celles de ses devanciers et moins axées sur la représentation, ce qui permit à certaines comédies d'êtres jouées plusieurs fois, contre les habitudes du théâtre romain antique. Cela lui valut toutefois des difficultés, non seulement avec le public, lors des représentations, mais aussi avec la critique officielle, en particulier avec Luscius de Lanuvium, président du collegium poetarum, qui l'accabla de reproches.
Sa carrière fut très brève. Après avoir présenté six comédies à Rome, Térence partit, en 160, chercher en Grèce des sujets de pièces : là, il aurait traduit des comédies de Ménandre. Mais à partir de l'année 159, quand il décide de rentrer de Grèce, nous ne savons plus rien de lui, et sa vie semble s'arrêter à ce moment-là. Deux versions de la mort du poète circulaient concurremment :
- Térence aurait fait naufrage en mer, dans la baie de Leucade (tradition de Suétone-Donat) ;
- Ayant perdu tous ses biens et se retrouvant dans le plus grand dénuement, il serait mort d'affliction à Stymphale, en Arcadie[14].

## Traits principaux de son théâtre

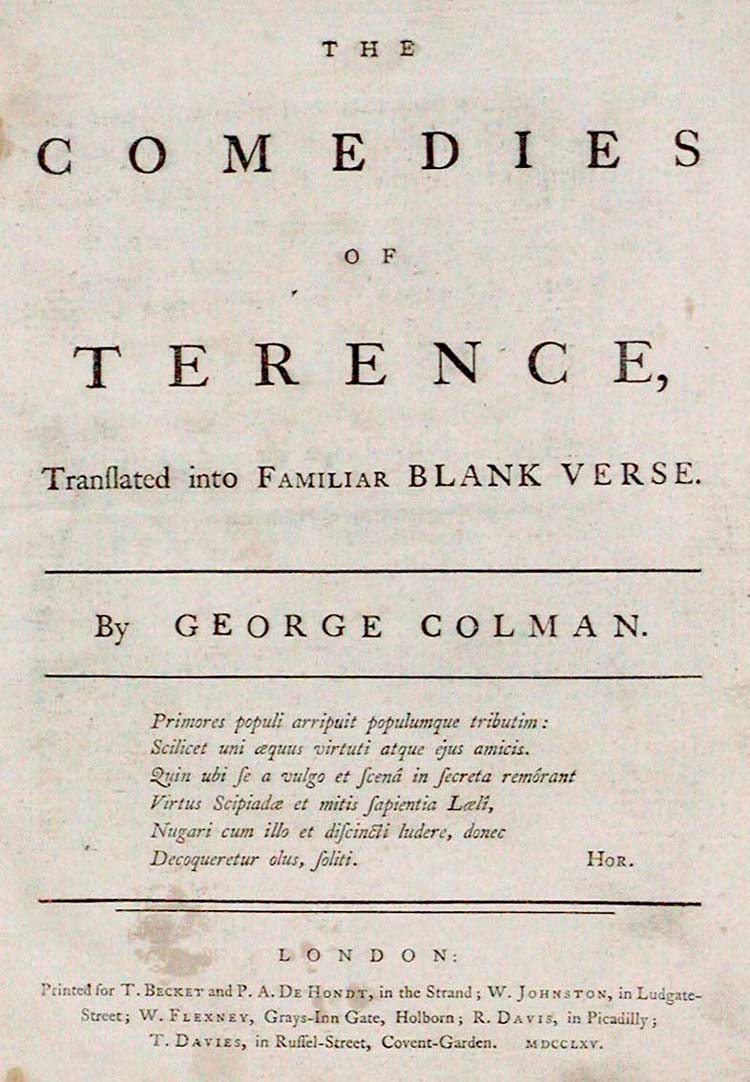
Page de titre du Térence de Colman, 1765.

Térence composa six pièces, que nous possédons toutes intégralement. Il fit considérablement évoluer la comédie latine : il incarne la génération influencée par l'hellénisme cher au « cercle des Scipions », qui dans cette période acclimatait le goût grec à Rome. Son modèle principal est Ménandre, ce qui lui aurait valu de la part de César ou de Cicéron l'appellation admirative de « demi-Ménandre » (dimidiate Menander). Térence écrivit essentiellement pour un public de lettrés, comme le montrent ses prologues et les titres grecs de ses pièces.
Voici les grandes caractéristiques de sa dramaturgie :
- Il réduit la place des parties chantées ;
- Là où Plaute choisit les pièces grecques les plus dynamiques et mouvementées en grossissant contrastes et traits comiques pour provoquer un rire franc, Térence, lui, va dans le sens de l'adoucissement de la verve comique et de la caricature en cherchant plutôt à faire sourire. Sa force comique (vis comica) est nettement moindre ;
- Ses comédies sont plus sentimentales et reposent surtout sur un comique de caractère ;
- Sa psychologie est plus approfondie, plus nuancée, parfois un peu mièvre. Il n'est pas rare de voir dans ses pièces de la tendresse pour ou chez une courtisane ;
- Son théâtre est soucieux de réflexion philosophique et morale : le thème de l'éducation, par exemple, y est omniprésent ;
- Le style est plus uni, plus impersonnel : sa langue est celle de la conversation des « honnêtes gens », très pure (puri sermonis amator, selon César ou Cicéron)[15], faite de quelques formules brillantes, mais il y a surtout de longues répliques, des monologues et assez peu d'échanges vifs ;
- Le schéma habituel de son intrigue permet de suivre en parallèle les amours de deux jeunes gens dont l'un aime une jeune fille pauvre qui se révèle finalement être la sœur (perdue ou disparue) de l'autre. Un parasite ou un esclave aide à obtenir le consentement du père. Les personnages sont, comme toujours dans la comédie romaine, des archétypes : parasite, esclave rusé, père hostile et coriace...

## Les œuvres

### L'Andrienne(en 166)
Imitée de Ménandre, L'Andrienne (du grec ancien Ἀνδρία / Andría signifiant « La jeune fille d'Andros ») fut représentée en -166. Elle met en scène l'histoire d'un citoyen d'Athènes, Pamphile, qui a violé Glycère, une jeune fille originaire de l'ile d'Andros. Elle est tombée enceinte, mais Pamphile lui donne sa parole qu'elle sera son épouse. Il se garde bien d'en informer son vieux père Simon qui avait projeté de lui donner en mariage une autre femme, Philomène, la fille de son ami Chrémès.
En apprenant ce qui se trame, Simon hâte le mariage de Pamphile et Glycère pour voir l'attitude de son fils. L'esclave de Pamphile, Dave, lui a assuré qu'il ne s'agit que d'un stratagème, même si Simon envisage sérieusement le mariage. Chrémès apprend que la jeune fille Glycère est enceinte. On finit bientôt par apprendre que Glycère est la seconde fille de Chrémès, du vrai nom de Pasibula, élevée en bas âge par un tuteur. Philomène peut donc s'unir à Charinus, l'homme qu'elle aime, le meilleur ami de Pamphile, et Glycère peut épouser Pamphile.

### L’Hécyre(en 165)

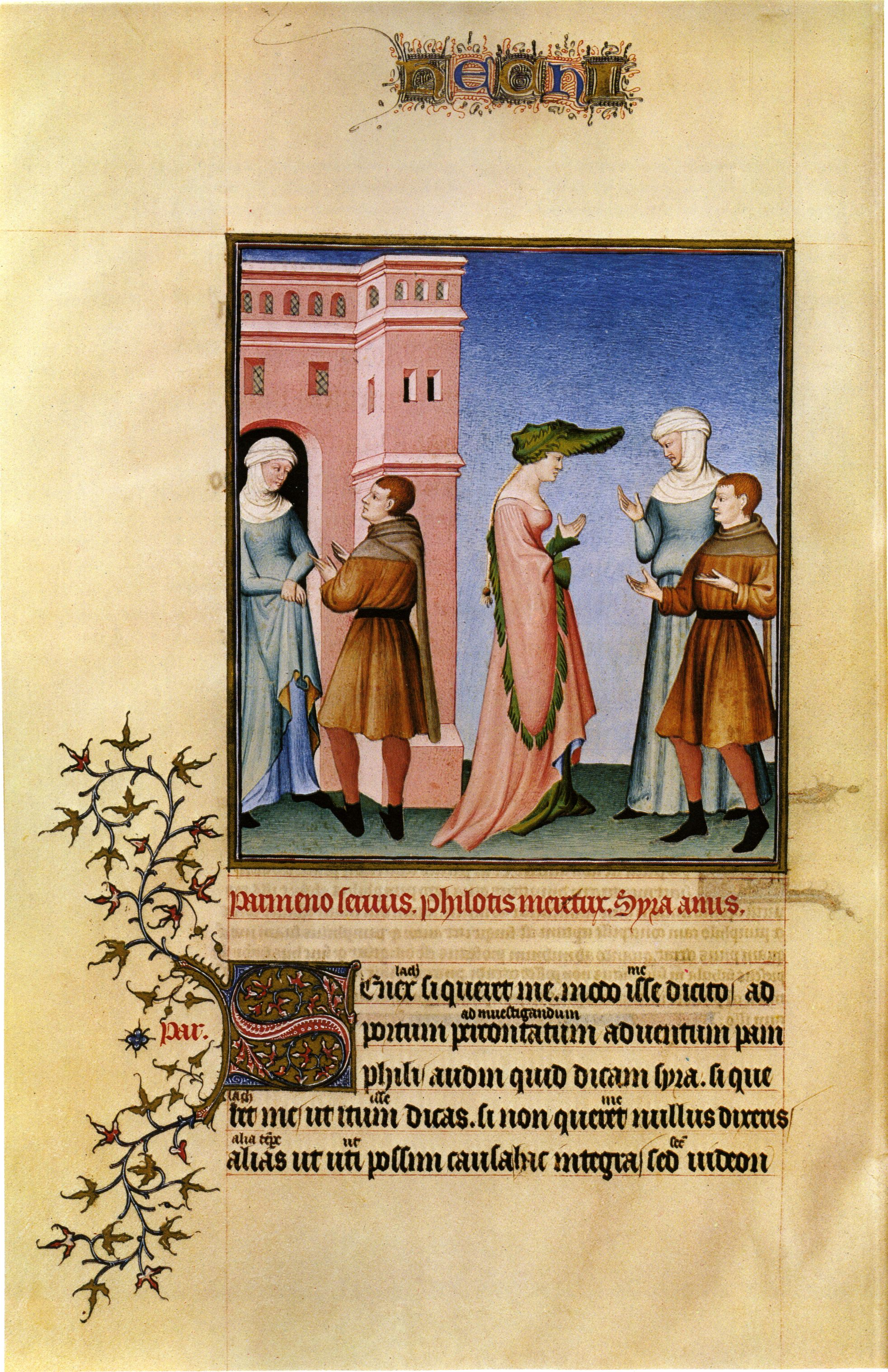
Terence, Hecyra, dans ms. Paris, Bibliothèque de l'Arsenal, 664, fol. 210v.

Inspirée d'un modèle grec (le sujet rappelle notamment celui des Ἐπιτρέποντες Epitrepontes ou « L'Arbitrage » de Ménandre), cette pièce fut jouée en 165. L'Hécyre (du grec ancien Ἑκυρά / Hekurá signifiant « La Belle-mère ») met en scène un jeune Athénien, Pamphile, amant de la courtisane Bacchis. Mais, sur les instances de son père, Pamphile est contraint d'épouser Philomène. Le mariage étant forcé, Pamphile s'abstient de toute relation intime avec sa femme, pendant les cinq premiers mois de leur union. Au terme de ce délai, il finit par rompre avec Bacchis et par se laisser séduire par son épouse.
Après une absence prolongée à l'étranger, Pamphile revient chez lui et trouve la maison vide : son épouse, Philomène, est partie. Le père de Philomène attribue le départ de sa fille à l'attitude de sa belle-mère Sostrata, la mère de Pamphile, et le beau-père de Philomène attribue le départ de sa belle-fille à l'attitude de la mère de Philomène, Myrrhine.
En réalité, Philomène avait été violée avant son mariage par un inconnu ivre et si elle s'est retirée, c'est pour accoucher. Seule sa mère Myrrhine était au courant. Pamphile apprend la nouvelle de la grossesse de son épouse et décide de la rejeter sans la revoir. Mais Myrrhine reconnaît, au doigt de la courtisane Bacchis, un anneau que l'inconnu qui avait violé sa fille lui avait donné avant de partir. Cet inconnu, c'est Pamphile qui était saoul et avait abusé de Philomène : il peut donc pardonner à son épouse.

### L’Heautontimoroumenos(en 163)
Imité de la pièce homonyme de Ménandre, l’Heautontimoroumenos (du grec ancien Ἑαυτοντιμωρούμενος / Heautontimôroúmenos, signifiant « Le Bourreau de soi-même »), fut représenté en 163. Cette pièce met en scène le conflit qui oppose Ménédème à son fils Clinia : le père a contraint le fils à s'expatrier, car il condamne l'amour de son fils pour Antiphila. Mais ce fils lui manque et, pour se punir de sa méchanceté, le père s'impose une vie rude.
De retour, Clinia se cache chez Chrémès, le voisin de Ménédème et père d'Antiphila. Cette dernière est particulièrement riche. L'esclave Syrus persuade Ménédème de recevoir Bacchis, une courtisane qu'aime en secret Clitiphon, le fils de Chrémès. Ménédème accepte cette courtisane chez lui, alors qu'il avait refusé la présence d'Antiphila aux côtés de Clinia.
Clitiphon parvient à soutirer à son père Chrémès 10 mines pour acheter la courtisane. Chrémès apprend qu'il s'est fait berner : son fils ne lui a pas dit qu'il aimait une courtisane et encore moins qu'il voulait l'acheter. Chrémès a été plus exploité que Ménédème, son voisin, qui n'a fait qu'héberger la courtisane chez lui. Ménédème finit par accepter que son fils Clinia épouse Antiphila. Clitiphon, après avoir rompu avec Bacchis, épouse une fille du voisinage.

### L'Eunuque(en 161)
Imitée de Ménandre, la comédie intitulée L'Eunuque (du grec ancien Εὐνοῦχος / Eunoûkhos signifiant « Le Gardien du lit ») fut donnée en 161. Elle met en scène un jeune homme, Phédria, amoureux de la courtisane Thaïs. Thrason, un soldat fanfaron, accompagné par son parasite et flatteur Gnathon, aime également la courtisane Thaïs. Phédria, pour preuve de son amour, achète alors à Thaïs, à grand prix, un eunuque vieux et laid et une jeune Éthiopienne. Thrason, lui aussi pour preuve de son amour, offre à Thaïs une jeune esclave de 16 ans, qui n'est d'ailleurs jamais nommée dans la pièce autrement que par le mot latin de virgo. Cette jeune fille a été élevée avec Thaïs puis a été vendue comme esclave à la mort de la mère de Thaïs. Seulement Thrason réclame toutes les attentions de Thaïs si celle-ci veut recevoir la jeune fille en cadeau ; elle va donc éloigner Phédria pendant quelques jours.
Chéréa, le frère de Phédria, aperçoit dans la rue la jeune fille et s'en éprend aussitôt. Parménon, esclave de Phédria et de Chéréa, déguise Chéréa en eunuque et l'offre en lieu et place de l'eunuque rabougri acheté par Phédria. Chargé par Thaïs de garder la virgo, le faux eunuque la viole pendant son sommeil. Le cas de Chéréa est grave, car la virgo est en fait de condition libre. Thaïs vient en effet de retrouver le frère de cette dernière, Chrémès, et espère s'en faire un ami en la lui rendant et ainsi obtenir sa protection.
À la fin de la pièce, Chéréa épouse la virgo pour rétablir la situation de la femme libre violée ; Phédria obtient de pouvoir fréquenter Thaïs autant qu'il le veut ; les jeunes gens et la courtisane s'entendent avec Gnathon pour tromper Thrason et vivre à ses crochets. Le père des deux jeunes gens va prendre également Thaïs sous sa protection ; elle n'aura donc plus besoin du soldat Thrason.
Térence s'inspire ici de deux pièces de Ménandre : non seulement la comédie homonyme L'Eunuque, mais aussi Le Flatteur (Colax, du grec ancien Κόλαξ / Kólax), auquel il emprunte les deux personnages de Thrason et de Gnathon. L'Eunuque est l'une des pièces de Térence qui eurent le plus de succès auprès du public.
N.B. : Jean de La Fontaine adorait cette pièce, qu'il adapta en 1655.

### LePhormion(en 161)

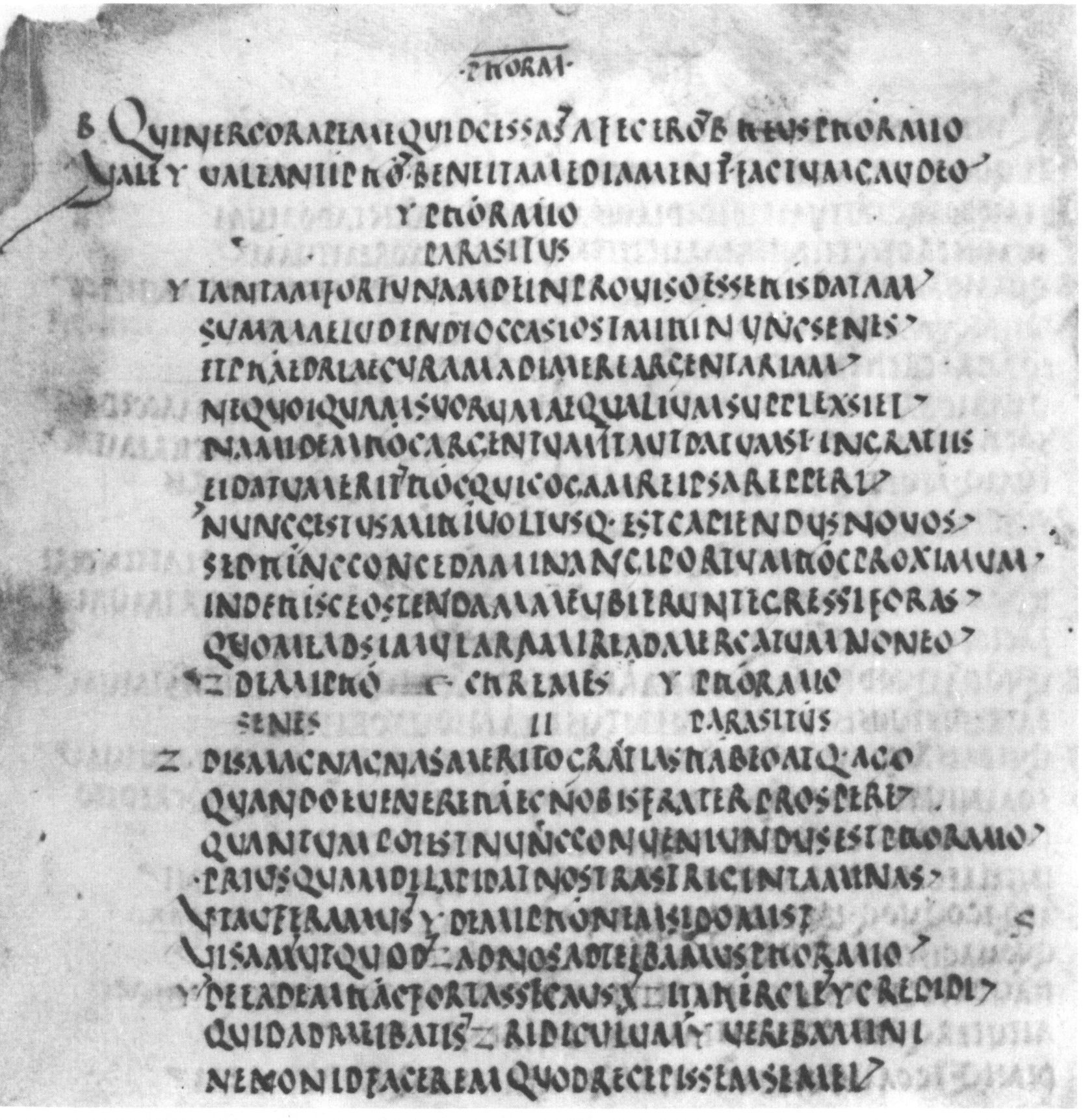
Une page d'un ancien manuscrit sur parchemin de la comédie Phormion de Térence. Bibliothèque apostolique vaticane, Vaticanus lat. 3226, fol. 72r (dit « Terentius Bembinus »,).

Inspiré du Plaignant (Ἐπιδικαζόμενος) d'Apollodore de Carystos, le Phormion fut joué en 161. Il met en scène un citoyen d'Athènes, Démiphon, qui part en voyage et laisse chez lui son turbulent fils Antiphon. Par ailleurs, Chrémès, le frère de Démiphon, a deux épouses :
- l'une à Athènes, dont il a un fils, Phédria, qui s'est épris d'une esclave ;
- l'autre à Lemnos, dont il a une fille qui est chanteuse.

L'épouse de Lemnos arrive à Athènes et meurt. La jeune orpheline est chargée des funérailles de sa mère. Antiphon s'éprend d'elle et décide de l'épouser. Démiphon, de retour, apprend la nouvelle et s'emporte : il donne trente mines à un parasite, Phormion, pour qu'il défasse le mariage d'Antiphon et prenne la chanteuse pour épouse. Les trente mines vont servir, en fin de compte, à acheter l'esclave dont Phédria s'était amouraché, et Phormion ne prendra pas la jeune fille pour épouse car Chrémès et Démiphon vont découvrir par sa nourrice que la jeune femme est en réalité Phanium, la fille de Chrémès qui vient de Lemnos.
N.B. : La pièce inspira en grande partie à Molière ses Fourberies de Scapin.

### LesAdelphes(en 160)
S'inspirant surtout de la pièce homonyme de Ménandre (qui eut une double forme) et accessoirement d'une comédie de Diphile (Συναποθνήισκοντες Synapothneskontes, « Ceux qui meurent ensemble », déjà imitée par Plaute dans ses Commorientes perdus), les Adelphes (du grec ancien Ἀδελφοί / Adelphoí signifiant « Les Frères ») furent représentés en 160. Cette comédie met en scène deux garçons, Eschine et Ctésiphon, tous deux fils du paysan Déméa. Le frère de Déméa, le citadin Micion, n'en a aucun. Déméa donne alors à Micion, en adoption, son fils Eschine et garde Ctésiphon avec lui. Ctésiphon s'éprend d'une joueuse de cithare, mais leur relation est tenue cachée. Eschine sert d'alibi : il dit que c'est lui qui est amoureux de la musicienne et l'enlève pour son frère. Mais quelque temps auparavant Eschine était tombé amoureux de Pamphila et lui avait promis de l'épouser, puisqu'elle était enceinte. Eschine doit alors épouser Pamphila. Ctésiphon, quant à lui, reprend possession de la musicienne.
Rapprochée aujourd’hui de la « pièce à thèse », elle est consacrée au problème de l'éducation. Celle-ci doit-elle être :
- permissive (libérale) ? C'est ce que soutient Micion, adepte du mos Graecorum (« la coutume des Grecs ») et qui prône l'ouverture sur une éducation plus moderne.
- répressive (sévère) ? C'est ce que soutient Déméa, défenseur du mos maiorum (« la coutume des Anciens ») et qui défend les anciennes valeurs romaines.

NB : la pièce inspira à Molière son École des maris.

### Vers célèbres de Térence
- Homo sum ; humani nihil a me alienum puto : « Je suis un homme ; j'estime que rien d'humain ne m'est étranger » (Heautontimoroumenos, v. 77).
- Ne iste hercle magno iam conatu magnas nugas dixerit : « Assurément par Hercule, à grand effort celui-là aura dit de grandes sottises » (Heautontimoroumenos, v. 621).
- Quot homines, tot sententiae : « Autant d'hommes, autant d'opinions ». (Phormion, v. 454).
- Obsequium amicos, veritas odium parit : « La complaisance engendre des amis, la vérité la haine ». (Andrienne, v. 68). La seconde partie de ce vers est reprise sur un tableau de Hans Holbein le Jeune, Portrait d'un marchand allemand (1532, Metropolitan Museum of Art, New York).
- Sine Cerere et Libero, friget Venus : « Sans Cérès ni Bacchus, Vénus grelotte ». (Eunuque, v. 732).
- Ovem lupo commisti : « Tu as confié la brebis au loup ». (Eunuque, v. 832).
- Quae res in se neque consilium neque modum habet ullum, eam consilio regere non potes : « Cette chose  (la femme) n'a en soi aucune raison ni juste mesure, tu ne peux la gouverner par la raison ». (Eunuque, v. 57-58).
- Errat longe mea quidem sententia qui imperium credat gravius esse aut stabilius, vi quod fit, quam illud quod amicitia adiungitur : « Mais à mon avis, il se trompe sur toute la ligne celui qui croit un gouvernement plus puissant ou plus solide par la force qu'il engendre que par ce que la bienveillance lui ajoute. » (Adelphes, v. 63-64).

## Térence vu par un Moderne
« Je compare [Térence] à quelques-unes de ces précieuses statues qui nous restent des Grecs, une Vénus de Médicis, un Antinoüs. Elles ont peu de passions, peu de caractère, presque point de mouvement ; mais on y remarque tant de pureté, tant d’élégance et de vérité, qu’on n’est jamais las de les considérer. Ce sont des beautés si déliées, si secrètes, qu'on ne les saisit toutes qu'avec le temps ; c'est moins la chose, que l'impression et le sentiment qu'on en remporte : il faut y revenir, et l'on y revient sans cesse. » (Denis Diderot, Mélanges de littérature et de philosophie, édition de Jacques-André Naigeon, vol. IX. Paris, 1798).

## Inspirations et innovations
Chez Térence, l'intrigue est grecque, les noms des personnages sont grecs, le lieu de l'action est grec. Térence s'inspire en effet librement du grand représentant de la Néa (la « nouvelle comédie grecque »), qu'est Ménandre. Cet auteur grec — qui fuit la politique, contrairement à son illustre prédécesseur, Aristophane, dont les thèmes de prédilection étaient essentiellement politiques — s'intéresse à l'individu, aux problèmes personnels, aux conflits de cœur, à l'amour entre un homme et une femme, ridicule, stupide, apolitique.
Chaque fois que Térence a créé une pièce empruntée à Ménandre, cette pièce résulte de la compilation de deux pièces du comique grec. C'est ce qu'on a appelé le procédé de la contaminatio (ou « contamination »).
Les pièces de Térence sont de longueur assez constante : entre 800 et 1 100 vers. Elles sont précédées d'un argumentum (un « résumé ») rédigé par le grammairien Sulpice Apollinaire (IIe siècle apr. J.-C.). À la suite de ce résumé, on trouve un prologue. Ce prologue — il s'agissait d'un personnage à part entière, le Prologus, qui s'avançait sur scène — ne résume pas la pièce : il cherche à capter l'attention du public et à défendre l'auteur en prenant le public à témoin de la mauvaise foi des rivaux de Térence.